# Comuna Marșalî, Nedrîhailiv
Marșalî (în ucraineană Маршали) este o comună în raionul Nedrîhailiv, regiunea Sumî, Ucraina, formată din satele Marșalî (reședința) și Polove.

## Demografie
Componența lingvistică a comunei Marșalî
     Ucraineană (98,66%)
     Rusă (1,34%)
Conform recensământului din 2001, majoritatea populației comunei Marșalî era vorbitoare de ucraineană (98,66%), existând în minoritate și vorbitori de rusă (1,34%).